# 瓦曽根溜井

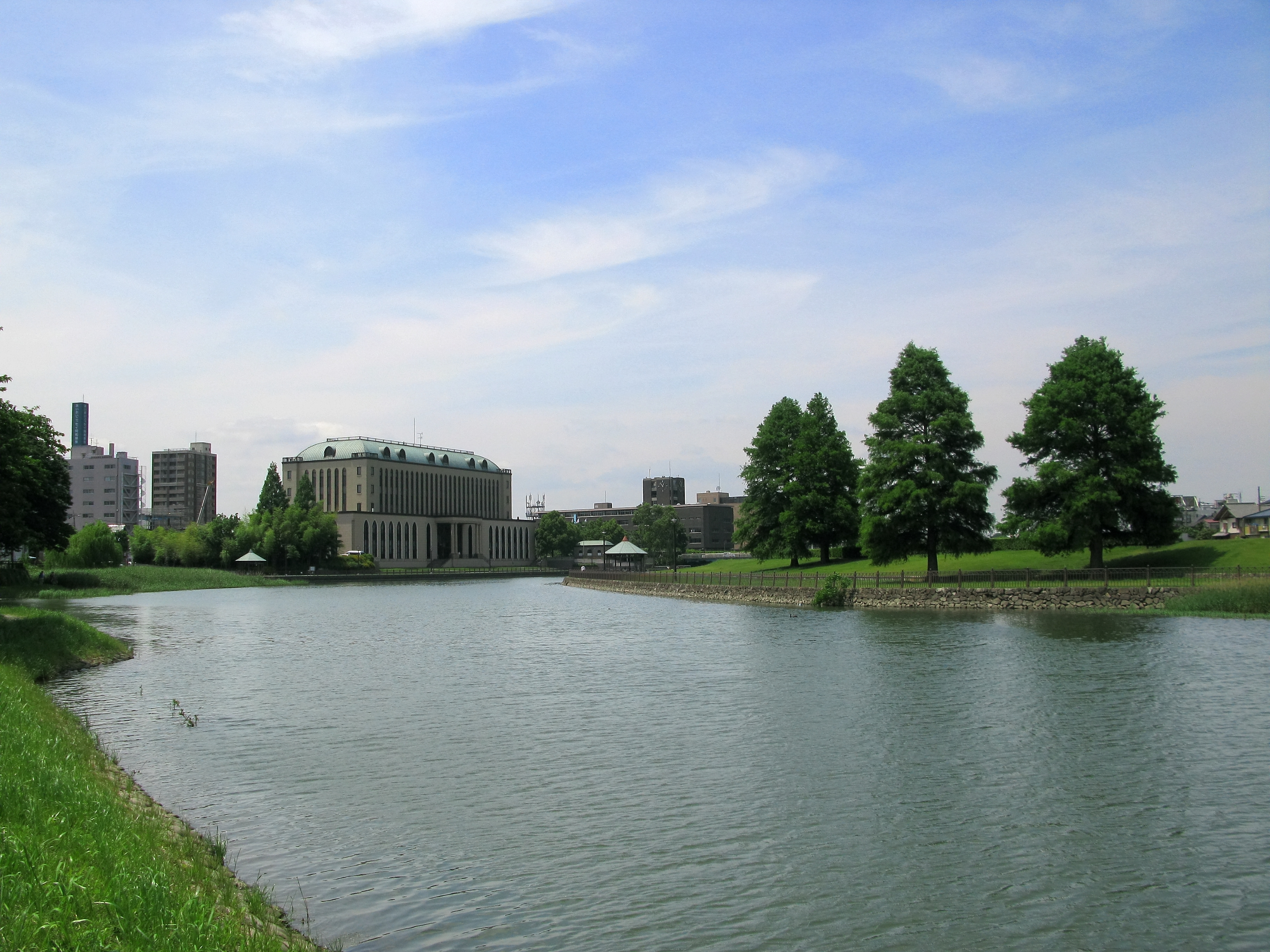
瓦曽根溜井

瓦曽根溜井（かわらぞねためい）は、埼玉県越谷市瓦曽根周辺にある溜池。現在は逆川の下流部となっているが、灌漑期には堰止められ溜井として機能する。

## 概要
1600年頃に瓦曽根堰が元荒川に設置され溜井ができた。農業用水のための溜井として江戸期から利用されていた。西部の一部が埋め立てられ、越谷市役所などが建設された（主に越ヶ谷4丁目にあたる部分）。東京葛西用水路、谷古田用水、八条用水が分水している。岸沿いに葛西親水緑道が整備され、花菖蒲やアジサイが植えられている。非灌漑期にはキタミソウ（環境省レッドデータブック絶滅危惧1A類に分類）が溜井に群生する。
鳥文斎栄之筆「瓦曽根溜井図」が越谷市指定文化財となっている。

## 周辺
- 越谷市役所
- 埼玉県越谷合同庁舎
- 越谷市中央市民会館
- 越谷駅
- 越谷ツインシティ
- 平和橋
- しらこばと橋